# Műbél
A műbél egy húsipari csomagolási forma.
Speciális nyomdában bármilyen grafikát vagy szöveges információt rá tudnak nyomtatni a műbelekre, melyeket raffolt formában is el tudnak készíteni. A 10 m-es, valamint a raffolt kiszerelésű műbelek csomagolt tartalma az oldalon, valamint a címkén feltüntetett mennyiségektől eltérhet (kb. 5-10%-kal), mivel a feltüntetett métermennyiség a már beáztatott és/vagy betöltött termékre vonatkozik. A cellulóz és Faser-, valamint a kollagén műbelek természetes eredetükből adódóan ruganyos szerkezetűek, hő, valamint nedvesség hatására változik hosszuk és átmérőjük. A feltüntetett kaliberek a gyártó vagy importőr által megadott kaliberek.

## Fajtái

### Faser-szárazárubelek
A Faser-belek gyártásához speciális cellulóz alapú impregnált papírt használnak, amellyel biztosított  az állandó kaliber, az erős fal, valamint a füst- és vízgőz-áteresztőképesség.
Szárazárukhoz, különösen főtt félszáraz árukhoz használják. Van jól hámozható típus is, ami szeletelt termékekhez különösen javasolt. Tekercsben, vagy raffolt formában, igény szerint rendelhető. Egyes típusai főtt füstölt sonkafélékhez, más típusok szalámi, vastagkolbász, turista készítéséhez alkalmasak.

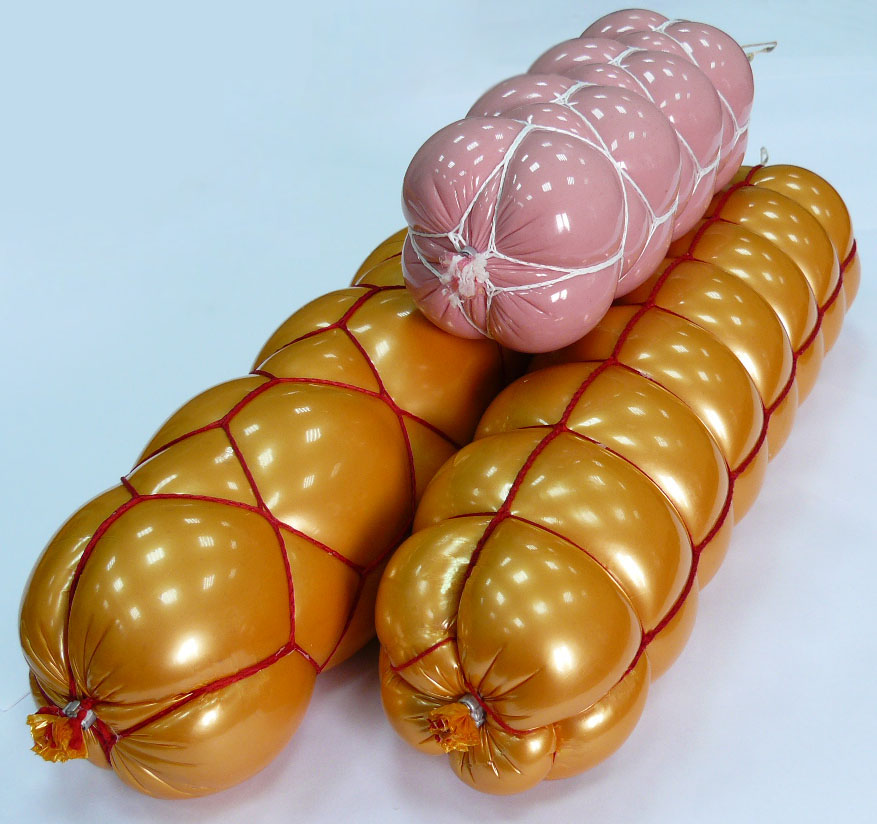

Kaliberek: 40-43 (40-es), 48-53 (50-es), 58-60-65 (60-as), valamint 100-130 (100-110-es).

### Cellulóz alapú, füstölhető, vízgőzáteresztő műbelek
Húsipari felhasználásra virslihez és vastagkolbászhoz: természetes cellulóz alapanyagánál fogva füstölhető,  szükség esetén nyomtatható. Biztonságos és problémamentes töltést tesz lehetővé mind az automata mind a kézi töltőgépeken. Raffolt rúd formájában kerül forgalomba.

### Kollagén, füstölhető, vízgőzáteresztő belek
Vastagkolbászhoz, szafaládéhoz vagy krinolinhoz. Természetes állati kollagén alapanyagból készülnek.

### Textilbelek
A húsipari üzemek új termékeinek a fejlesztésében nagy segítséget nyújthat a textilbelek széles skálája. A kézzel varrott belek nagy formai választéka, színvariációk a nyomtatott kivitelek, mind segítenek valami újat megjelentetni a piacon, legyen szó főtt, füstölt, vagy száraz áruról.

### Poliamid műbelek
Hosszú ideig eltarthatóságot biztosító, füstölést nem igénylő, hőkezeléssel tartósított készítmények gyártásához poliamid alapanyagből, melyek vízgőz-, oxigén- és aromazáróak. Kifejezetten használatos felvágottakhoz és vörösárukhoz, kenősárukhoz és disznósajthoz. Például: zala felvágott, olasz felvágott, kenőmájas, magyaros felvágott.